# Siniscola
Siniscola (sardinski: Thiniscòle) je grad i općina (comune) u pokrajini Nuoru u regiji Sardiniji, Italija. Nalazi se na nadmorskoj visini od 39 metara i ima 11 517 stanovnika.
 Prostire se na 196,38 km². Gustoća naseljenosti je 59 st/km².
Susjedne općine su: Irgoli, Lodè, Lula, Onifai, Orosei, Posada i Torpè.